# Fisica (Aristotele)
Fisica (in greco antico: Φυσικής ἀκρόασις?, Physikḗs akróasis o Φυσικής Ακροάσεως, Physikḗs Akroáseōs; in latino Physica o Naturales Auscultationes) è un trattato in otto libri di Aristotele, databile intorno al IV secolo a.C.
Come tutte le altre opere aristoteliche, anche la Fisica è il risultato del lavoro di ricostruzione, operato probabilmente da Andronico di Rodi - erudito della scuola peripatetica - intorno al I secolo a.C., su frammenti sparsi scritti dallo Stagirita in epoche diverse, su argomenti diversi, tutti tuttavia attinenti alla fisica.

## L'argomento dei libri
Il I libro tratta dei principi del divenire.
Il II libro è un trattato sulle "quattro cause", che riprende in parte il pensiero di Empedocle.
I libri III, IV, V, VI costituiscono uno studio organico sul concetto di mutamento (o movimento) e i concetti connessi di: infinito, luogo, tempo, continuo.
Il VII continua, in modo tuttavia autonomo, l'analisi del movimento, introducendo il concetto di "motore".
L'VIII tratta dell'esistenza di un Primo motore immobile ed eterno.

## Il divenire
Aristotele si contrappone agli eleati che sostenevano l'immutabilità dell'essere unico: esistono infatti molteplici modi dell'essere. Partendo dalla certezza, data per evidenza, che gli enti sensibili siano continuamente soggetti al divenire (e quindi al corrompersi e al morire) e al muoversi, lo Stagirita si occupa, in un approfondito studio, del movimento - inteso come il passaggio da un certo tipo di essere a un altro certo tipo di essere - del tempo e dei fenomeni fisici in generale, fornendo uno dei primi studi completi di fisica.
I concetti cardine della Fisica aristotelica sono:
- il sostrato[1]: è ciò che permane nonostante il mutare. Un essere umano, per esempio, da essere giovane diventa vecchio; dunque ha subito una mutazione, ma sempre dello stesso essere umano stiamo parlando che quindi possiamo definire come sostrato.

Il sostrato ultimo è naturalmente la materia prima, intesa come il determinarsi dell'essere nelle varie possibili forme senza essere nessuna di esse.
- la privazione e la forma. Il divenire si può allora descrivere come il trasformarsi di un ente che prima era privazione, mancava di una caratteristica e in seguito l'acquista diventando forma.

È naturale cioè che:
Pertanto un corpo diventa bianco (forma) da un dato non-bianco (privazione).

## Un'altra concezione del divenire
Sarebbe irrazionale e irreale quindi pensare il divenire come il passaggio dal non-essere all'essere e viceversa, poiché dal nulla, nulla può venir fuori e d'altra parte è impensabile che il divenire sia un passaggio dall'essere al non essere, poiché l'essere non può cadere nel nulla.
È possibile allora spiegare il divenire anche mediante i concetti di potenza e atto.
Un tavolo (forma), costruito partendo dal legno (sostrato) è il passaggio da un essere in potenza (il legno prima di essere lavorato come tavolo) ad un essere in atto (il tavolo). Affinché questo movimento avvenga è necessario che venga compiuto da qualcosa o qualcuno - il falegname in questo caso - che viene definito dal filosofo causa efficiente o meglio Motore
Esistono diversi modi del divenire: 
- sostanziale (generazione e corruzione dell'ente);
- qualitativo (l'alterazione dell'essere);
- quantitativo (aumento e diminuzione: la quantità dell'essere);
- locale (lo spostamento, la traslazione di un essere da un posto ad un altro);

Il movimento locale è fondamentale, sta alla base di tutti gli altri moti che lo presuppongono, e si distingue in: 
- circolare, sempre uguale a sé stesso, caratterizza il movimento dei cieli composti dal quinto elemento, l'etere, che è eterno e non ha mutamenti;
- rettilineo, dal basso in alto e dall'alto in basso, proprio dei quattro elementi: terra, acqua, aria e fuoco. Gli esseri che hanno questi moti contrari sono corruttibili.

Le cause del movimento possono essere:
- accidentali, se riguardano fenomeni naturali
- volute, se compiute dall'uomo

### Teoria dei luoghi naturali
Se si toglie uno dei quattro elementi dal suo ambiente, dal suo luogo, questi tende a tornarvi: come dimostra un sasso gettato nell'acqua che affondando tende ad andare verso la sua sfera, quella della terra, mentre le bolle d'aria che si liberano nell'acqua tendono ad andare verso l'alto, ossia verso la sfera dell'aria.

## L'infinito
L'infinito è essere in potenza, ed è essere come potenza ed essere come atto.
La caratteristica essenziale dell'infinito è proprio quella di essere non finito e dunque essere costantemente incompiuto.
Quindi per l'infinito passare dalla potenza (la possibilità di realizzarsi come infinito, infinito come potenza) all'atto (quando questa possibilità si è realizzata, infinito come atto) non comporta nessuna reale trasformazione o acquisizione di caratteristiche che prima non aveva, come avviene comunemente nel passaggio dalla potenza all'atto. Infatti infinito era prima (essere come potenza) ed infinito è dopo (essere come atto).
Condividendo la concezione pitagorica fondata su argomenti etico-estetici più che fisici, ma fondati logicamente, anche Aristotele concepisce l'idea che l'infinito sia equivalente all'imperfezione perché mai compiuto, non pienamente realizzato, come è invece per il finito a cui non manca niente per essere completo.

## Spazio e luogo
Lo spazio (πού) o il luogo (τόπος) sono qualificati come limiti nei confronti di altri oggetti.
Un bicchiere è il limite, lo spazio, dell'acqua che contiene; naturalmente il bicchiere e l'acqua possono esistere indipendentemente dai loro limiti, ma solo in quanto sostanza che essendo prima non può avere un limite.
Lo spazio e il luogo vengono percepiti grazie al movimento. Solo se vedo dei corpi che si muovono posso anche concepire lo spazio in cui si muovono. Senza lo spazio non esisterebbe il movimento, ma senza movimento non è pensabile lo spazio. Ragione per cui, è necessario negare l'esistenza del vuoto, inteso come essere non dipendente da alcun corpo.

## Il tempo
Nel IV libro della Fisica viene discusso il concetto di tempo (χρόνος) compiendo un'analisi che verrà ripresa da molti filosofi partendo da Sant' Agostino fino a Kant, Bergson e Martin Heidegger.
Il tempo dice Aristotele «[...] per un verso, esso è stato e non è più, per un altro verso esso sarà e non è ancora" (Fisica, IV, 10, 217b).
L'esistenza del tempo è empiricamente ovvia ma, come sottolinea il frammento preso in esame, è inafferrabile logicamente in quanto sembrerebbe essere costituito dal non essere.
Ciò costringe il filosofo a spostare la sua indagine sul rapporto tempo - movimento per farle assumere una connotazione più concreta.
Il movimento è nel tempo ed il tempo non può esistere senza movimento; questa implicazione porta Aristotele a dare la celebre definizione del tempo come «il numero del movimento secondo il prima e il poi» (Fisica, IV, 11, 219b), intendendo per "numero" la funzione del contare, che non è possibile senza avere coscienza della successione numerica quindi il tempo come un fatto di coscienza.
Per "coscienza" viene intesa l'anima, unico ente in grado di determinare un "prima" ed un "poi" riguardo alla vita del singolo.
Questo porta sì ad una soluzione teorica sul cosa sia il tempo ma insieme pone anche un nuovo interrogativo: «[...] Il tempo esisterebbe o meno, se non esistesse l'anima?» (Fisica, IV, 14, 223a) a cui cercherà di rispondere la filosofia futura.

## Il primo motore immobile
Rifacendosi alla cinematica (teoria generale del movimento) che sostiene che tutto ciò che è mosso deve essere mosso da qualcos'altro, Aristotele ne consegue che ci deve essere qualcosa di fermo inizialmente da cui si origina il movimento, cioè un principio primo immobile ma che di per sé è un motore che fa muovere tutti gli enti verso di lui, causa finale dell'universo.
Questo Primo Motore è Dio, oggetto impassibile d'amore, non soggetto al divenire che corrompe, immobile quindi e nello stesso tempo forza calamitante d'attrazione del mondo che va verso di lui, verso la sua somma perfezione, poiché in lui si sono realizzate tutte le infinite potenzialità: egli è atto, puro, per l'assenza della materia di per sé impura e corruttibile.
Dio atto puro ed eterno come eterni sono i cieli che dipendono da lui, effetti adeguati da Lui, prima causa.
Dio infine, che esercita la più alta e nobile attività degli enti: il pensare; Dio quindi pensiero che pensa il più eccellente degli oggetti: Lui stesso. Dio pensiero di pensiero.

## La dinamica
(Claudio Magris, 2003,))
L'analisi del comportamento dinamico dei corpi materiali di Aristotele è fondata sul concetto di "impeto" (oggi i fisici parlerebbero piuttosto di quantità di moto) ed ha dominato la cultura umana sino a Galileo. Gli studi moderni di psicologia della percezione hanno evidenziato che una teoria del moto come “impeto” sembra essere innata nel nostro sistema visivo e ci permette di distinguere nel modo più immediato i moti naturali da quelli intenzionali (e quindi provenienti da una fonte potenzialmente ostile).

## Bibliografia

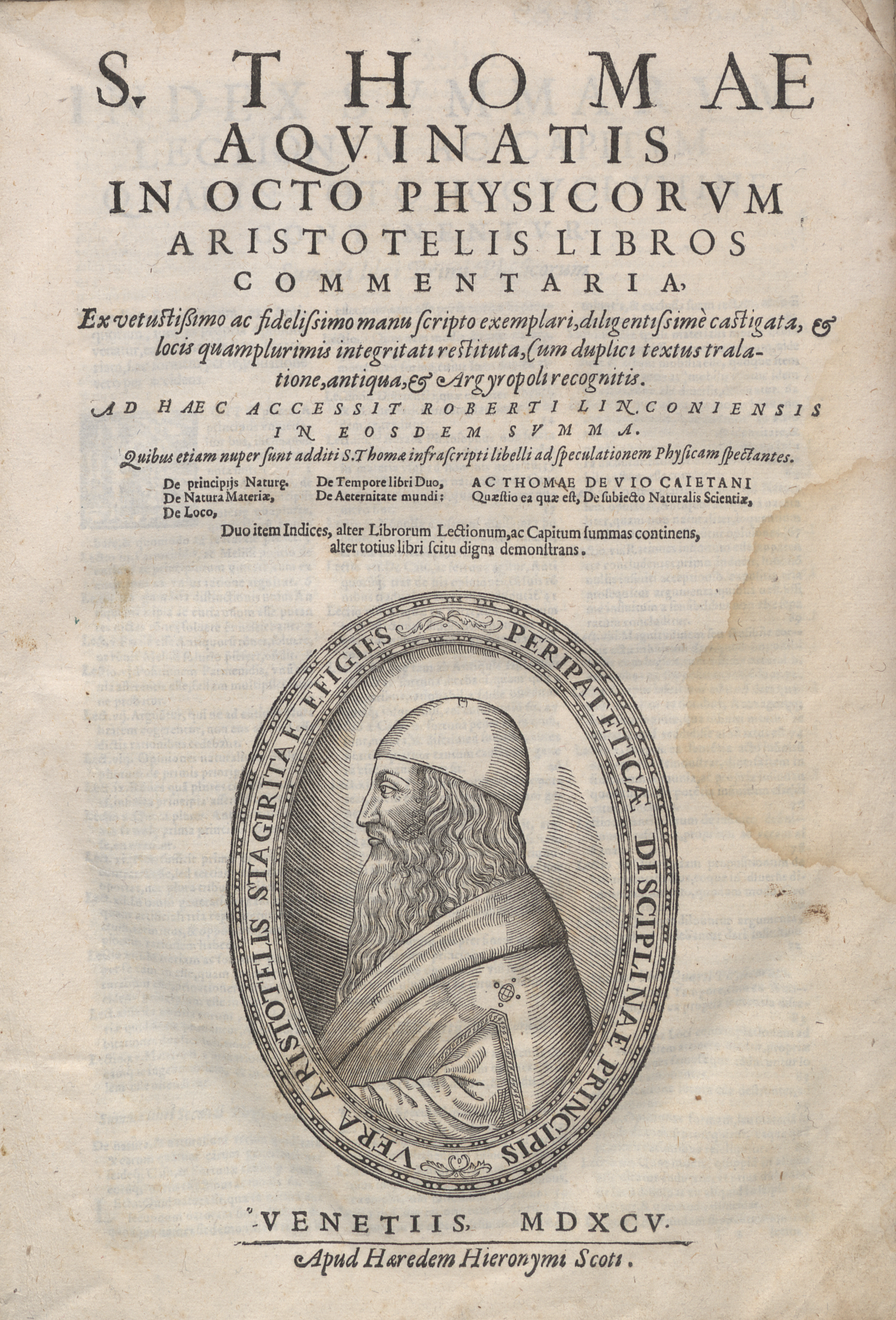
Commento di Tommaso d'Aquino sulla Fisica di Aristotele (edizione del 1595)

### Edizioni in italiano
- Aristotele, Fisica e Del cielo in Opere, volume terzo, Laterza, Roma-Bari, 1991.
- Aristotele, Fisica, a cura di Marcello Zanatta, Utet, Torino, 1999
- Aristotele, Fisica, a cura di Luigi Ruggiu, Mimesis, Milano, 2007 ISBN 8884835364
- Aristotele, Fisica, a cura di Roberto Radice, Bompiani, Milano, 2011 ISBN 8845269213